# استئصال الفقاعة الهوائية
اسئصال الفقاعة الهوائية (بالإنجليزية: Bullectomy)‏ هي عملية جراحية تتم فيها إزالة المساحات الهوائية أو الفقاعات الهوائية في نسيج الرئة الأسفنجي. تشمل الأسباب الشائعة المساحة الهوائية مرض الانسداد الرئوي المزمن وانتفاخ الرئة، ينصح المرضى الذين يعانون من الفقاعات الهوائية الكبيرة التي تملأ نصف حجم الصدر والتي تضغط بشكل نسبي على نسيج الرئة لعمل العملية الجراحية «اسئصال الفقاعة الهوائية».
يشار إليها أيضًَا في ضيق التنفس الحاد، والتهابات الجهاز التنفسي المتكررة واسترواح الصدر التلقائي، يعد حجم المساحات الهوائية المتسعة أو حجم الفقاعات هو العامل الأكثر أهمية فيما يتعلق بسعة جهاز التنفس الصناعي بعد عملية استئصال الفقاعة الهوائية، في الحالات التي يكون فيها زياة في حجم الفقاعة الهوائية، يشار إلى استئصال الفقاعة إذا كانت النسبة المئوية لحجم الزفير القسري في ثانية واحدة (FEV1٪) أكبر من 40% والتهوية الإقليمية على ديناميكية الحجم (V / V Dynamic) أكبر من 0.5.